# بيل ديغان
بيل ديغان (بالإنجليزية: Bill Deegan)‏ هو حكم كرة قاعدة ‏ أمريكي، ولد في 13 أبريل 1935 في كامدن في الولايات المتحدة.